# Luf-Boot
Das Luf-Boot (auch Agomes-Boot) ist ein großes Auslegerboot und Exponat des Ethnologischen Museums in Berlin. Das Boot eignete sich 1903 der Geschäftsführer der deutschen Handelsgesellschaft Hernsheim & Co. in der Südsee, Max Thiel, auf der Insel Luf an, die zur damaligen Kolonie Deutsch-Neuguinea gehörte. 1904 kam es nach Berlin. Der Verkaufspreis betrug 6.000 Mark. Ab 1968 zählte es am damaligen Standort des Museums im West-Berliner Stadtteil Dahlem zu den Glanzlichtern der Ausstellung. Dort wurde es seit 2016 restauriert und entwest. Am 29. Mai 2018 wurde es in einer 18 Meter langen Transportkiste mit einem Kran in das Humboldt Forum, den neuen Sitz des Museums in der Historischen Mitte Berlins, gehoben, wo es seit der Wiedereröffnung des Ethnologischen Museums präsentiert wird. Dies sorgte in Fachkreisen für Aufsehen, da die Provenienz des Bootes umstritten ist und im Zusammenhang mit den Verbrechen des Deutschen Kaiserreichs während der Kolonialisierung der Südsee steht. Das 2021 erschienene Buch Das Prachtboot. Wie Deutsche Kunstschätze der Südsee raubten des Historikers Götz Aly mit neuen Erkenntnissen über die Unterwerfung der Insel Luf und die tödlichen Strafexpeditionen der Deutschen trug die kulturpolitische Debatte darüber, wie das Boot angemessen im Museum präsentiert werden kann, an eine breitere Öffentlichkeit.

## Beschreibung

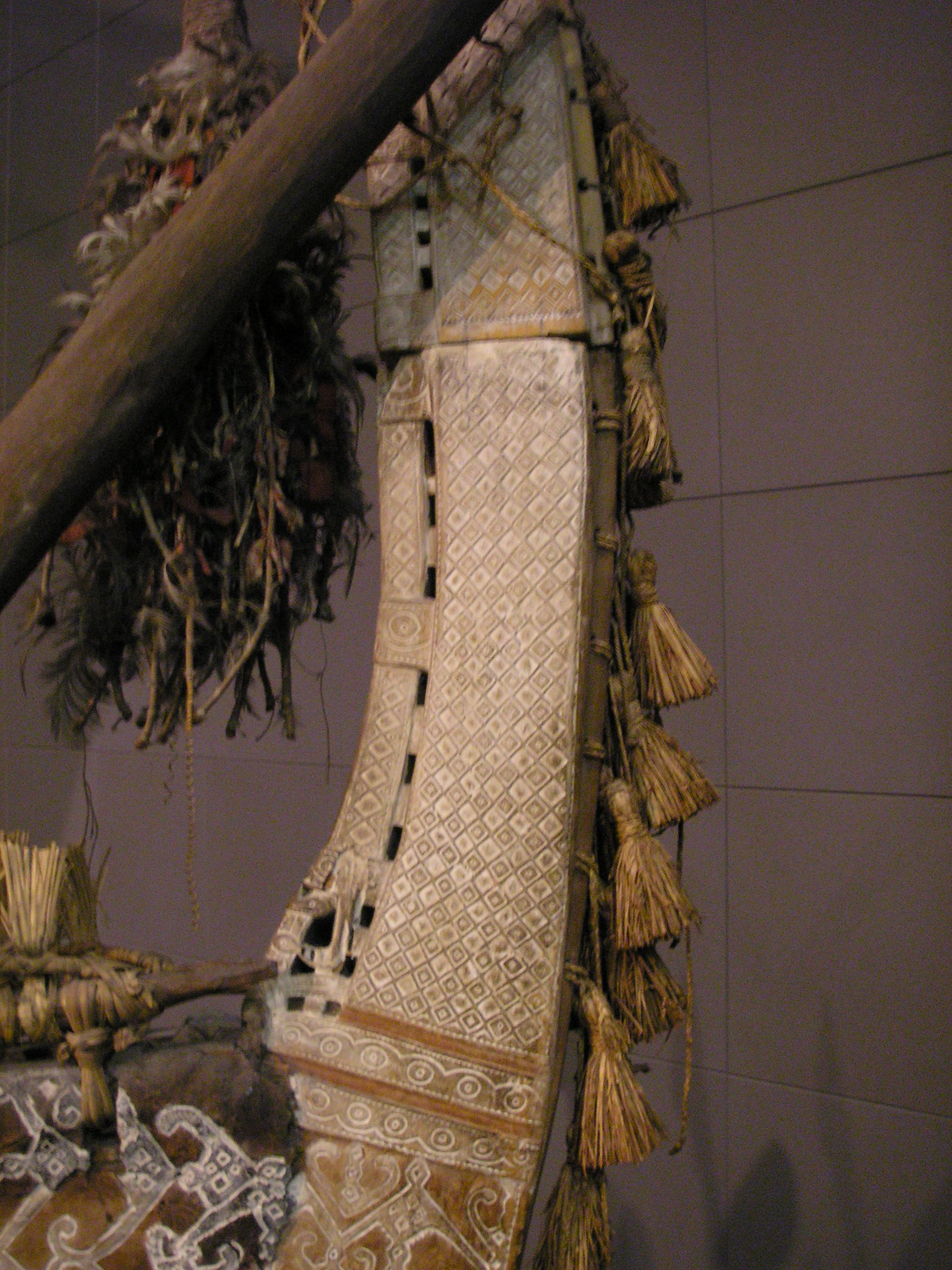
Detail des Bugs

Das etwa 15 bis 16 Meter lange Luf-Boot zählt zu den letzten dieser Bauweise. Boote dieser Art wurden für Handel und Krieg genutzt. Bei längeren Reisen auf offener See konnten bis zu 50 Personen befördert werden. Der Ausleger ist an Steuerbord angebracht. Die Plattform darüber wurde zum Transport von Gütern verwendet.
Das Boot ist ein seetüchtiger Zweimaster. Die beiden nahezu rechteckigen Setteesegel dienen dem Vortrieb. Diese Segel waren typisch für die Region, jedoch in der Südsee ungewöhnlich. Zusätzlich konnten in Riff- und Strandnähe Stechpaddel zum Einsatz kommen. Je nach Windstärke konnte die Besatzung das Boot durch Gewichtsverlagerung stabilisieren.
Der Kiel wurde aus einem einzigen großen Baumstamm angefertigt. Der Rumpf ist beplankt, aber das Boot wurde ohne einen einzigen Nagel gebaut, alle Teile werden mit Pflanzenmaterial zusammengehalten. Pflanzenkleber dichtete das Boot ab. Bug und Heck sind bogenförmig hochgezogen. Der gesamte Rumpf und weitere Bauelemente sind reich mit Ornamenten verziert.

## Geschichte

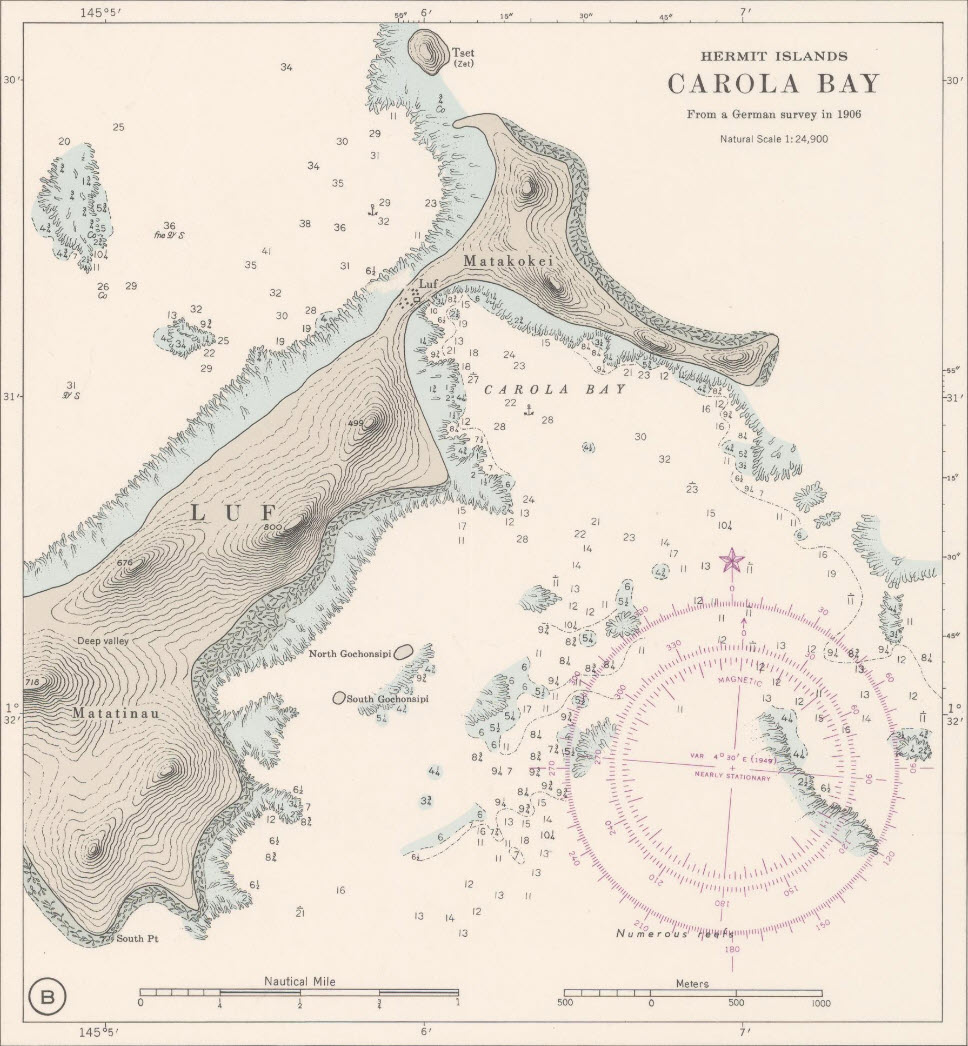
Seekarte der Carola-Bucht von Luf (Karte von 1949, basierend auf deutschen Angaben von 1906)

### Früheste europäische und deutsche Kontakte
Die Insel Luf gehört zu den Hermit-Inseln, einer Inselgruppe im Bismarck-Archipel im heutigen Papua-Neuguinea. Sie wurde vermutlich vor 60.000 bis 50.000 Jahren von Südostasien aus besiedelt. In den 1540er Jahren landeten erste spanische und portugiesische Seefahrer auf den Inseln Neuguineas.
Beim frühesten Kontakt von deutscher Seite, über den schriftliche Quellen berichten, handelt es sich um den Aufenthalt des in Wilster geborenen Kapitäns Alfred Tetens. Mit der Brigg Vesta unternahm Tetens eine Handelsexpedition für die Hamburger Reederei Joh. Ces. Godeffroy & Sohn. Nachdem die Brigg im Januar 1867 vor den Hermit-Inseln vorgelaufen war und die Einwohner sie gesichtet hatten, kamen mehrere Kanus zum Schiff heraus. Gegen Obst und Früchte tauschten die Insassen kleinere Stücke Bandeisen ein. Anschließend lief Tetens in die Lagune. Er wollte auf der Hauptinsel Luf landen, wurde aber von einer bewaffneten Kriegerschar, die am Strand hin- und herlief, mit: „Tabua-Tabua!“ gewarnt. Tetens ging daraufhin alleine an Land und schenkte zwei Insulanern – den einzigen, die nicht vor ihm geflohen waren – je ein Messer. Danach setzte die Vesta zu einer der kleineren Inseln beim Außenriff über. Tetens und seine Mannschaft errichteten dort eine temporäre Station und ließen mitgebrachte Arbeiter von der Karolineninsel Yap auf den Riffen Seegurken fischen.
Etwa eine Woche nach der Ankunft bewaffnete Tetens Teile seiner Mannschaft und machte drei Schiffsboote klar. Mit der Abordnung landete er gewaltsam auf Luf und führte, ohne einen triftigen Grund zu haben, einen Sturm gegen das Hauptdorf aus. Dabei wurden mindestens drei Hermitkrieger verwundet. Die Abordnung erbeutete sowohl Speere als auch frische Lebensmittel. Wohin die erplünderten Speere gingen, ob an ein Museum oder einen privaten Sammler, ist bisher nicht untersucht.
Etwa im Oktober 1872 stationierte der Eutiner Kapitän Georg Christoph Levison, ebenfalls ein Angestellter von Joh. Ces. Godeffroy & Sohn, mit der Brigg Iserbrook den Liverpooler Thomas Shaw auf den Hermitinseln. Um dem Widerstand der Insulaner auszuweichen, errichtete man Shaws Station nicht auf Luf, sondern der abgelegenen Sandinsel Manofe im Westen der Lagune. Ein Sohn Shaws aus einer Ehe mit einer Yap-Insulanerin war sein einziger Mitarbeiter. Beide Männer führten die Hermitinsulaner in die Herstellung von Kopra ein und stifteten friedliche Handelsbeziehungen, die bis 1874 bestanden.

### Erste Überfälle auf fremde Mannschaften und Schiffe
Ungefähr ein Jahr vor der Stationierung von Thomas Shaw lief der US-amerikanische Kapitän Bird mit dem Schoner Eagle die Hermitinseln an. Wie Tetens hatte auch Bird eine Gruppe von Yap-Insulanern an Bord, um Seegurken zu fischen. Doch Bird versuchte offenbar, seine Station auf Luf zu errichten und provozierte damit einen Schlag der Hermitleute gegen sich. Ein Augenzeuge an Bord des Eagle sah mit an, wie bei einem Massaker, das von den Hermitkriegern ausging, der Kapitän, sein Sohn und 27 Fischer von Yap mit Messern niedergemacht wurden. Weil die übrige Mannschaft an Bord des Eagle ein Eingreifen für aussichtslos hielt, floh sie noch während des Gemetzels auf See. Berichte über das Massaker kamen um 1873 nach Fidschi und lösten die Entsendung von HMS Alacrity unter Kommandant Saunders aus. Saunders bekam den Befehl, bei den Hermitinseln vorzulaufen, die Anstifter des Massakers festzustellen, sie festzunehmen und an das britische Kolonialgericht Sydney zu übergeben.

### Erste Zerstörungen von Luf-Booten durch Europäer
Vor dem Außenriff der Hermitinseln traf Saunders auf den deutschen Schoner Coeran unter Kapitän Eduard Hernsheim. Nach Verankerung beider Schiffe in der Lagune verlangte Saunders, Hernsheim sollte ihn bei Regressmaßnahmen wegen des Bird-Massakers unterstützen. Hernsheim tat das nur widerwillig. Er beteiligte sich insbesondere nicht an der Brandschatzung des Dorfes von Luf und der Zerstörung einer Reihe von Großbooten. Saunders hatte dies angeordnet, nachdem eine Frist gegen die Chiefs Levinan und Fisico verstrichen war, innerhalb derer sie die Anstifter des Bird-Massakers an Saunders ausliefern sollten.
Im Zusammenhang mit den Zerstörungen bezeichnet Hernsheim die Großboote in seinen Lebenserinnerungen als „teilweise wundervoll geschnitzt“ und erklärt, das letzte noch existierende Boot dieser Art sei „später in [s]eine Hände über[gegangen]“. Es ziere „jetzt“ – 1907, als Hernsheim die Lebenserinnerungen schrieb – „das Völkerkundemuseum in Berlin“.
Nach der Brandschatzung des Hauptdorfs hielten sich die Hermit-Chiefs nur noch an Hernsheim und vermieden jeden Kontakt mit Saunders. Fisico versuchte, zwei einfache Männer als angebliche „Haupttäter“ an Bord des Coeran zu gestellen. Dem Gerichtsprozess gegen diese Männer an Bord von HMS Alacrity wohnte Hernsheim als Beisitzer bei. In seinen Lebenserinnerungen beschreibt er das Verfahren als Farce, die zu einem Willkürurteil führte. Ähnlich wie Hernsheim meinte aber auch Kommandant Saunders, dass ihm die wirklichen Täter nicht gestellt worden waren. Bei einem Zwischenaufenthalt vor Neuirland während der Heimreise nach Sydney ließ er die Gefangenen entweichen.

### Europäische Wahrnehmung der Hermitinsulaner

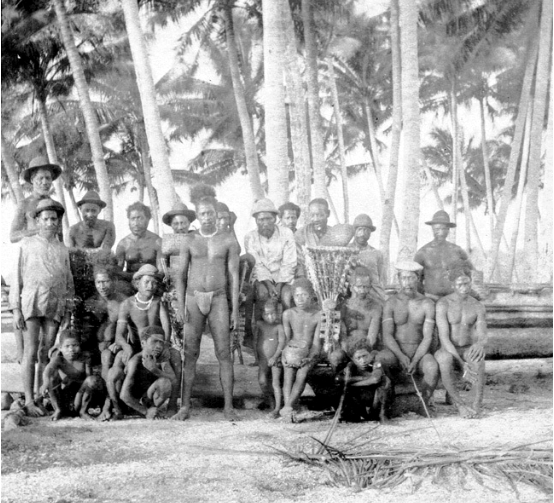
Zweiundzwanzig Luf-Insulaner (Foto von Otto Dempwolff, 1902)

Angefangen mit dem Expeditionsbericht Kapitän Alfred Tetens’ etikettieren europäische Quellen des 19. Jahrhunderts die Hermitinsulaner fast durchgehend als ‚gefährlich‘, ‚räuberisch‘ und ‚mordlüstern‘. Der Kaiserliche Kommissar Gustav von Oertzen, der sich ab 1883 für einige Jahre im Bismarck-Archipel aufhielt, steht bei diesen Darstellungen an der Spitze. In einem seiner Berichte nach Berlin nennt von Oertzen die Inselgruppe eine „völlige Piratenhölle“. Marinekommandant Guido Karcher meinte, die Insulaner wären auch bei ihren pazifischen Nachbarn restlos unbeliebt, sie hätten überall „nur Feinde“. Eduard Hernsheim äußert sich schockiert über die Frauenraube der Hermitkrieger auf den Nachbarinseln und die grausamen Messerkämpfe, die die geraubten Frauen vor den Chiefs ausführen mussten, um sich einen Rang in der Stammeshierarchie zu erobern. Bei seinem Aufenthalt mit dem Coeran 1874 sah Hernsheim einen solchen Schaukampf mit an und wurde dadurch traumatisiert.

### Strafexpedition SMSCarolaund SMSHyäne, weitere Zerstörungen von Luf-Booten
Einen Hauptanlass für die Strafzüge unter den Kommandanten Guido Karcher und Wilhelm Geiseler zur Jahreswende 1882/83 gab der Tod des Händlers Southwell, den Eduard Hernsheims Firma Hernsheim & Co 1880 auf den Hermitinseln gelandet hatte. Southwell starb Anfang 1882 entweder an Krankheit, oder er wurde von Mitgliedern der indigenen Oberschicht hingerichtet. Dies würde so gewesen sein, weil er seine Arbeiter, Männer von den Salomoninseln, trotz ausdrücklichem Verbot durch den Chief Levinan eine Reihe Bäume hatte fällen lassen, die den Hermitleuten als heilig galten. Nach Southwells Tod brannten Hermitkrieger dessen Station nieder und brachten die Belegschaft um. Die beiden Kleindampfer von Hernsheim & Co, Pacific und Freya, wurden blind befeuert, als sie im April bzw. Mai 1882 in der Hermit-Lagune ankern wollten. Den Schiffsführer der Freya, Kapitän Homeyer, erschossen Hermitkrieger hinterrücks, als er auf dem Gelände der niedergebrannten Station nach Hinweisen auf Southwell und dessen Arbeiter suchte.
Nachrichten von den Ereignissen erreichten Eduard Hernsheim während einer Europareise im Sommer 1882. Ihretwegen beantragte er die Entsendung von Kriegsschiffen und verlangte von der Kaiserlichen Admiralität eine Ergreifung der Einzeltäter. Die Kommandanten Karcher und Geiseler setzten das aber nicht um, ja, sie versuchten es nicht einmal. Kapitän zur See Guido Karcher begann die Operation mit einer unangekündigten Bombardierung des Hauptdorfs von Luf und ließ den Chiefs erst danach durch Boten erklären, er habe „ihnen etwas zu sagen“. Als innerhalb einer festgesetzten Frist keine Täter ausgeliefert waren, ließ Karcher die Frauen und Kinder Lufs auf einer Landzunge zusammenrufen, ein allgemeines Schießverbot verhängen und dann die gesamte Insel nach Kriegern durchkämmen. Die Zahl der Todesopfer unter den Hermitleuten infolge dieser Operation ist bis heute nicht verlässlich geklärt. Pessimistische Berichte, die auch die indirekten Opfer durch Verwundung und andere Folgen einbeziehen, sprechen von mindestens fünfzig Toten bzw. der Hälfte der Bevölkerung der Hauptinsel. Basierend auf der späteren Definition durch die Vereinten Nationen bezeichnet der Historiker Alexander Krug die Operation als ersten deutschen Völkermord.
Sicher überliefert ist der materielle Schaden, den die Operation anrichtete. Sämtliche Großboote der Lufiten bis auf zwei wurden von deutschen Marinesoldaten zerstört, fast alle kleineren Dörfer in Strandnähe stark beschädigt. Auf den benachbarten Anachoreten-Inseln, die mit den Hermitinseln verfeindet waren, hatten die deutschen Kommandanten vor der Operation Kundschafter angeworben. Laut Karchers Abschlussbericht fanden sie aus „allerhand uns unbedeutenden Anzeichen die Nähe von Häusern, Booten, Vorräthen etc. und machten darauf aufmerksam“.
Während der Durchkämmung von Luf fanden deutsche Marinesoldaten auch einige Gegenstände, die Eduard Hernsheim später seinem seit 1878 verschollenen Schoner Elise zuordnen konnte. Dies bestätigte Hernsheims Anfangsverdacht, die Hermitleute hätten sein Schiff während eines Aufenthalts in der Lagune überfallen, geplündert und verbrannt. Auch deshalb verlangte Hernsheim im März 1883, dass weitere Kriegsschiffe zu der Inselgruppe entsandt werden sollten.

### Beziehungen zu den Hermit-Insulanern bis zu den deutschen Flaggenhissungen (1884)
Im September 1883 nahmen Hernsheim & Co ihre Geschäfte auf den Hermitinseln wieder auf. Die Firma errichtete nun aber nur eine Station auf der abgeschlagenen Außeninsel Pemé und ließ den Stationsleiter Tetzlaff sämtliche Gehilfen, die er brauchte, von einem anderen Atoll mitbringen, wo sie schon länger mit ihm zusammengearbeitet hatten. Bis auf den Verkehr im Tauschhandel lebten Einheimische und Stationsmannschaft isoliert voneinander. Doch obwohl die Geschäfte friedlich verliefen, stellten Hernsheim & Co sie bald wieder ein, weil es am Volumen fehlte.
Deutsche Kriegsschiffe kamen zwar erneut zu den Hermitsineln und führten „Befragungen“ zum Verbleib der verschollenen Elise durch, brachten aber nichts zutage. Eduard Hernsheim, der beim Aufenthalt von SMS Hyäne dabei war, bezeichnete den Kreis der Hermit-Chiefs nun wegen der mutmaßlichen Weigerung, an der Aufklärung von Verbrechen mitzuwirken, als „grenzenlos fürchterliche Bande“. Zu weiteren Granaten-Bombardements kam es nicht, auch nicht zur anderweitigen Zerstörung von Sachgut oder neuen Plünderungen. Hernsheims Verdacht, sein Schoner Elise sei in der Lagune der Hermitinseln gekapert, die Mannschaft ermordet und das Schiff zerstört worden, bestätigte sich erst 1884 durch zwei Aussagen von Augenzeugen unter Eid vor Kommandant Anton Langemak. Es stellte sich heraus, dass die Hermitkrieger bei dem Überfall auch die mitreisende Frau des Kapitäns und deren wenige Monate altes Kind abgeschlachtet hatten.

### Der Bau des letzten Großboots von Luf
Die mit Hernsheim & Co konkurrierende Deutsche Handels- und Plantagengesellschaft der Südsee-Inseln zu Hamburg holte nach den deutschen Flaggenhissungen auch verstärkt Arbeiter aus dem Bismarck-Archipel, um sie auf ihren Plantagen auf Samoa einzusetzen. Dazu zählten unter anderem Männer vom Hermitatoll. Das andersartige Klima und das ungewohnte epidemiologische Umfeld auf Samoa schwächten viele von ihnen und führten zu bleibenden Gesundheitsschäden. Zu welchem Anteil auch dies dazu beitrug, dass die Hermitleute bis 1889 kein einziges Großboot mehr bauten, hat die Forschung bisher kaum untersucht. Der Ethnologe Hans Nevermann (1902–1982) geht in einem Artikel aus dem Jahr 1954 davon aus, dass auch der Verlust der Herrschaft über die vierzig Seemeilen entfernte Ninigo-Inselgruppe, die die Hermitleute in einer „an die Wikinger erinnernden Weise“ ausgeübt hatten, dazu führte, dass die Insulaner den traditionellen Bootsbau gegen Ende des 19. Jahrhunderts kaum mehr betrieben. 1889 wurde laut Nevermann dann noch einmal versucht, die Herrschaft über Ninigo zurückzugewinnen, wozu Hermitkrieger auf vier großen Kanus ausgefahren seien. Nevermann schreibt dazu: „Drei der Fahrzeuge verschollen in einem Unwetter, und das vierte trieb mit nur neun Überlebenden bei der Insel Mapia südlich der West-Karolinen an, von wo sie später durch einen Vertreter Hernsheims wieder nach Hause gebracht wurden.“ Hans Nevermann war seit 1945 Leiter der Südsee-Abteilung des Berliner Museums für Völkerkunde und verwendete als Quellen wahrscheinlich Material aus den Beständen. Sein Artikel enthält aber weder Einzelbelege noch ein Verzeichnis solcher Quellen, anhand derer man seine Darstellung überprüfen kann.
Dasselbe gilt für Nevermanns Schilderung, wie und warum die Hermitleute in den frühen 1890er Jahren ihr letztes Großboot bauten. Möglicherweise, so suggeriert Nevermann, sei der Grund dafür einfach gewesen, dass auf einer der Inseln ein „riesiger Baum austrieb“, aus dem man den Unterbau eines solchen Großbootes fertigen konnte. Sicher sagen kann man, dass dieses letzte Boot zum Ende der 1890er Jahre fertiggestellt war, doch unbenutzbar auf Luf lag. Georg Thilenius sah es um 1900 noch im Bootshaus von Luf liegen. Laut Augustin Krämer gehörte das Boot „in erster Linie dem Häuptling Sini“. Bug- und Heckverzierungen hatte der Marineoffizier Hans Gygas bei einem Besuch als Separat-Sammelstücke eingefordert; sie waren vom Boot abgetrennt worden. Gygas hatte die Stücke zunächst an das Bremer Museum für Natur-, Völker- und Handelskunde gehen lassen, sich laut Nevermann dann aber 1951 für die Spende eines der Bootsschnäbel an das Berliner Museum für Völkerkunde eingesetzt, in dessen Besitz das letzte Luf-Großboot inzwischen war. Von dem abgetrennten Bootsschnabel gibt es in Nevermanns Beitrag eine Fotografie.
Verlässlich belegt ist auch ein Bevölkerungsrückgang auf den Hermit-Inseln in früheren Jahren, der bereits zum abnehmenden Bootsbau auf der Gruppe beigetragen haben kann. Zur Jahresende 1874/75 setzte eine Flutwelle das gesamte Atoll unter Wasser; es folgte ein mehrwöchiger Orkan. Auf den Inseln brachen gleichzeitig eine Hungersnot und ein epidemisches Fieber aus. Nevermann glaubt, im betreffenden Zeitraum sei etwa ein Fünftel der Gesamtbevölkerung ums Leben gekommen, absolut um die einhundert Menschen.

### Die Verortung des Luf-Boots
Max Thiel, der Geschäftsführer von Hernsheim & Co auf Matupi, kam 1903 nach Luf und gab dort laut Nevermann zunächst den Auftrag, dem seeuntüchtigen Luf-Boot neue Bug- und Heckverzierungen zu schnitzen. Nach Fertigstellung soll Thiel den Hermitleuten das Großboot dann „abgekauft“ haben. Der Südseekaufmann Rudolph Wahlen, der auf den Westlichen Inseln Plantagen betrieb, habe „melanesische Arbeiter“ bereitgestellt, die das Boot verladen halfen, damit es zum Geschäftssitz von Hernsheim & Co auf Matupi befördert werden konnte. Dort fotografierte es der Tropenpflanzer und Ethnologe Richard Parkinson. Er bemerkte dazu in seinem Buch Dreißig Jahre in der Südsee, Max Thiel habe das Boot mit „grossen Kosten und Mühen“ nach Matupi geschafft. Eduard Hernsheim, der inzwischen in Hamburg lebte, offerierte das Boot verschiedenen Museen zum Kauf. Nachdem er mit den Berliner Museen abgeschlossen hatte, wurde das Luf-Boot laut Nevermann zerlegt und im November 1903 in „mehreren Bündeln und Kisten“ auf dem Reichspostdampfer Prinz Waldemar des Norddeutschen Lloyd nach Singapur gebracht. Dort ging es auf einen anderen Liniendampfer und erreichte 1904 Hamburg. Hier gelangte es in Eduard Hernsheims Hände. Den Transport auf dem Landweg nach Berlin organisierte wahrscheinlich Hernsheim.

## Buch von Götz Aly 2021; Vorwurf der unrechtmäßigen Aneignung
Der Historiker Götz Aly vertritt in seinem Buch Das Prachtboot (Mai 2021) und in einem Spiegel-Interview zum Buch die Ansicht, es gebe „keinen Beweis“, dass Max Thiel das Boot einzelnen Eigentümern oder den Hermitinsulanern als Stammesgemeinschaft auf redliche Weise abgekauft habe. Aly selbst leitet seine Überzeugung, Thiel habe den Hermitleuten das Boot „einfach weggenommen“, aus der Bemerkung Eduard Hernsheims in dessen Lebenserinnerungen ab, das Boot sei in „[s]eine [d. h. Hernsheims] Hände über[gegangen]“. Die Formulierung beschreibt laut Aly keinen seriösen Kauf. Vom Erlös aus dem Verkauf an die Berliner Museen sollen die Erbauer des Bootes laut Aly nichts erhalten haben.

### Reaktionen
Die Süddeutsche Zeitung bemerkte in einer Besprechung noch vor Erscheinen von Alys Buch, es gebe weder für einen Kauf noch für einen Raub Belege. 
Ebenfalls vor Erscheinen des Buches veröffentlichten die Staatlichen Museen zu Berlin am 13. April 2021 in einem Blog ihrer Homepage ein Interview von Timo Weißberg mit der Ozeanien-Kuratorin Dorothea Deterts. Das Interview wurde kurz darauf wieder entfernt. Aus Anlass des Tages der Provenienzforschung am 14. April sagte Deterts hier: „Von wem genau und unter welchen Umständen Thiel das Boot erwarb, ist uns nicht bekannt. Darüber kennen wir keine Dokumente.“

Nach Erscheinen des Buches betonte der Präsident der Stiftung Preußischer Kulturbesitz, Hermann Parzinger, gegenüber dem Evangelischen Pressedienst, das Luf-Boot sei von Max Thiel auf der Insel Luf redlich „erworben“ worden. Indirekt bekräftigte dies eine vom Tagesspiegel zitierte Stellungnahme des Ethnologischen Museums Berlin: „Aufgrund von Hinweisen in den vorhandenen europäischen Quellen sei ein Tausch in beiderlei Einverständnis nicht gänzlich auszuschließen“. Trotz Alys Buch seien die Forschungen dazu „keineswegs abgeschlossen“. Auch für den Direktor des Museums, Lars-Christian Koch, blieb es weiterhin unklar, ob das Luf-Boot seinerzeit „unrechtmäßig“ den Besitzer wechselte oder nicht. Koch räumte aber wiederum ein, es gebe „kein Dokument“, das einen seriösen Kauf belege. Der Historiker Jürgen Zimmerer hält das Boot für „geraubt“, wie Götz Aly es im Buch „demonstriert“ habe. Zimmerer ergänzt, es handele sich um einen Besitzerwechsel in einem kolonialen Kontext, „geprägt durch Gewalt und ein extremes Machtungleichgewicht“. Die „Grundannahme“ in solchen Fällen solle immer sein: „Die Objekte wechselten nicht fair und freiwillig ihren Besitzer, es sei denn, dies kann nachgewiesen werden.“ Auch für Thomas Ribi (Neue Zürcher Zeitung) „steht fest“, dass es sich beim Luf-Boot um „koloniales Raubgut“ handelt. Bezahlt habe Thiel für das Boot „kaum etwas“. Für Günther Wessel (Deutschlandfunk Kultur, Lesart) gibt es „weder für einen Raub noch für einen Kauf des Bootes konkrete Belege“. Wegen einiger vergleichbarer Fälle, die Aly anbringe, könne man dessen Argumenten für einen Raub des Luf-Boots jedoch folgen.

## Frage der Restitution
Der Honorarkonsul für Papua-Neuguinea in Berlin, Thomas Bockhold, sagte in einer Stellungnahme, die Anfang Mai 2021 im rbb zitiert wurde, die Republik Papua-Neuguinea wolle auf gar keinen Fall eine Rückgabeforderung. Man betrachte das Luf-Boot und auch alle anderen Kulturgüter aus dem Gebiet des heutigen Papua-Neuguinea als Werbeträger für das Land, als Botschafter materieller Art.